# Ботупоран
Ботупоран (порт. Botuporã)  —  муниципалитет в Бразилии, входит в штат Баия. Составная часть мезорегиона Юго-центральная часть штата Баия. Входит в экономико-статистический микрорегион Бокира. Население составляет 13 507 человек на 2006 год. Занимает площадь 552,570 км². Плотность населения — 24,4 чел./км².

## Статистика
- Валовой внутренний продукт на 2003 год составляет 23 183 385,00 реалов (данные: Бразильский институт географии и статистики).
- Валовой внутренний продукт на душу населения на 2003 год составляет 1828,20 реалов (данные: Бразильский институт географии и статистики).
- Индекс развития человеческого потенциала на 2000 год составляет 0,620 (данные: Программа развития ООН).